# Une bombe par hasard...
Pour plus de détails, voir Fiche technique et Distribution.
Une bombe par hasard... est un court métrage français réalisé par Jean-François Laguionie en 1969.

## Synopsis
Une ville a été abandonnée de ses habitants parce qu'ils ont peur d'une bombe qui est tombée dans la ville sans exploser. Un vagabond, ignorant ce qui se passe, arrive alors en ville. Comprenant que tout est désert, il s'approprie vêtements, objets et œuvres d'art, improvise une exposition en plein air, repeint les bâtiments en rose, joue de la musique. Lorsqu'il disperse dehors les billets conservés à la banque, les habitants, qui se sont réfugiés sur une colline voisine et l'observent depuis le début à l'aide d'une lunette, n'y tiennent plus : ils reviennent tous, ramassent l'argent, passent le vagabond à tabac et le chassent de la ville. Le vagabond se rend tout seul sur la colline à présent déserte, et, dans son dos, une explosion retentit : la bombe s'est déclenchée, et n'a laissé de la ville qu'un gigantesque cratère.

## Fiche technique
- Titre : Une bombe par hasard...
- Réalisation : Jean-François Laguionie
- Technique : papier découpé
- Musique originale : Pierre Alrand
- Bande sonore : Toccata en ré mineur de Jean-Sébastien Bach
- Effets sonores : Henri Gruel
- Société de production : Les Films Paul Grimault
- Durée : 9 minutes
- Sortie : 1969
- Format : couleur, 35 mm

## Récompenses
Le court métrage remporte le Prix spécial du jury au Festival du film de Cracovie en 1969, ainsi que plusieurs autres prix dans d'autres festivals.